# 몰도바-우크라이나 관계
몰도바-우크라이나 관계는 몰도바와 우크라이나의 양자/외교/대외 관계이다. 몰도바-우크라이나 국경은 985킬로미터 (612마일)이다. 우크라이나인은 몰도바인과 루마니아인에 이어 몰도바에서 세 번째로 큰 민족 집단이다. 양국은 모두 소련의 옛 공화국이었으며 유럽에서 가장 가난한 국가이기도 하다. 양국은 2022년 유럽 연합 가입을 신청했다.

## 역사

### 초기 접촉
우크라이나 인민공화국의 중앙 라다와 몰다비아 민주공화국의 스파툴 차리 간의 긴밀한 협력은 1917년 11월-12월에 걸쳐 증명되었는데, 1917년 11월 21일 키시너우에서 "몰도바와 우크라이나 국가군"의 보호 아래 몰도바 의회의 첫 회의가 개최된 것이 그 증거이다. 독립 우크라이나 인민공화국 선포 이후, 그 정부는 국경을 정하면서 몰도바와의 국경에 특별한 주의를 기울였다.

### 소련 시대
우크라이나-몰도바 과학 관계는 1946년 몰도바 과학 아카데미 창설 이후 새로운 차원에 도달했다. 이 시기에 우크라이나 SSR 과학 아카데미 간의 연결이 몰도바-우크라이나 문화 및 과학 관계를 강화시켰기 때문이다. 1980년대에는 몰도바와 우크라이나 민족학자들의 노력으로 "사회주의 시대의 우크라이나-몰도바 관계"라는 과학 컬렉션이 준비되었으며, 여기에는 우크라이나 내 몰도바인과 몰도바 내 우크라이나인의 역사에 대한 연구가 포함되었다.

### 독립 이후
우크라이나는 1991년 12월 21일 몰도바 공화국의 독립을 승인했다. 몰도바 공화국과 우크라이나 간의 외교 관계는 1992년 3월 10일 수립되었다. 레오니드 크라우추크 대통령의 몰도바 첫 공식 방문은 1992년 10월 23일에 이루어졌다. 방문 기간 동안 "우크라이나와 몰도바 공화국 간의 선린, 우호 및 협력 조약"이 체결되었다.
2001년, 양국은 조지아 및 아제르바이잔과 함께 민주주의와 경제 발전을 위한 기구 (GUAM)를 설립했다.

### 21세기와 트란스니스트리아 분쟁
우크라이나는 2005년 이후 점진적으로 몰도바에 몇 가지 중요한 경제적 특권을 부여했다. 키이우는 2006년 초 몰도바에 우크라이나 몫으로 가스를 공급하고 낮은 요금으로 전기를 공급하는 것을 허용했다. 우크라이나는 또한 우크라이나-몰도바 국경에 유럽 연합의 감시 위원회 도입과 몰도바 국경의 트란스니스트리아 지역에 대한 통일된 세관 절차 이행을 수용했다. 우크라이나는 러시아가 몰도바산 주류에 금수 조치를 내렸을 때 몰도바 생산품에 대한 자국 시장을 개방했다.
그럼에도 불구하고 일부 지역에는 미해결 문제가 남아 있다. 2006년 이후 몰도바 당국은 아에로스비트에 키시너우로 가는 매일 항공편 운항 허가를 내주지 않았다. 철도 수송은 여전히 중요한 문제인데, 우크라이나가 문제가 많은 트란스니스트리아 구간을 우회하는 새로운 철도 노선을 건설하고 있기 때문이다. 몰도바는 아직 오데사–레니 고속도로 구간과 팔랑카 지역의 국경 인접 부동산을 우크라이나에 이전하지 않았다.
팔랑카는 우크라이나에 둘러싸인 몰도바의 벤반 유형의 월경지가 될 수 있는 습지이다. 양국 간의 2001년 조약에 따르면, 몰도바는 우크라이나에 아스팔트 (이미 완료)뿐만 아니라 7.7킬로미터 (4¾마일)의 도로 아래 부동산 (오데사와 레니 사이의 300km; 200마일 도로의 일부)도 이전해야 하며, 이 조약에 따라 우크라이나에 이전될 그 땅의 주권을 명확히 해야 한다.
쿠치우르간 발전소의 한 블록과 관련하여 상황은 불분명한 이유로 오늘날 몰도바 영토로 간주되거나 적어도 우크라이나에 의해 이의가 제기되어 해결되지 않고 있다. 지우르줄레슈티의 유류 터미널 건설은 우크라이나 다뉴브 지역에 대한 생태적 위협 때문에 우크라이나에 의해 강력히 반대되고 있다. 우크라이나는 1997년에 터미널 건설을 가능하게 하기 위해 다뉴브강의 우크라이나 강둑 400미터 (야드)를 몰도바에 이전했다.

### 도돈 시대의 관계
몰도바-우크라이나 관계는 친러시아 정책 때문에 몰도바의 이고르 도돈 대통령 재임 기간 동안 악화되었다. 그럼에도 불구하고 정부는 키이우와 우호적인 관계를 유지했으며, 파벨 필리프 몰도바 총리는 도돈 당선 한 달 후 볼로디미르 흐로이스만 우크라이나 총리와 전화 통화를 통해 몰도바가 우크라이나의 주권 유지를 지지한다는 점을 확인했다.
2017년 1월, 도돈은 몰도바가 러시아의 크림반도 합병을 합법적으로 공식 인정하지 않을 것이라고 밝혔으며, 2016년 10월 그가 문제에 대해 했던 발언들을 철회하며 "우리는 우크라이나와 우정을 쌓아야 한다"는 자신의 입장을 강조했다. 그럼에도 불구하고, 그해 9월 우크라이나 대사 이반 흐나티신은 도돈이 "내 나라의 영토 보전을 존중하지 않는다"고 말하며 도돈의 (우크라이나 수도) 키이우 방문을 기대하지 않는다고 밝혔다. 그리고 페트로 포로셴코 대통령은 도돈이 크림이 우크라이나 영토임을 공식적으로 인정해야만 도돈과의 만남에 동의할 것이라고 선언했다.

### 마이아 산두 당선과 관계 개선
이러한 상황은 2020년 친유럽 성향의 마이아 산두가 당선되면서 바뀌었다.
그녀는 2021년 1월 대통령으로서 첫 해외 순방으로 키이우를 방문하여 볼로디미르 젤렌스키 우크라이나 대통령을 만나 양자 관계 문제를 해결하기 위한 대통령 협의회 설립에 합의했다.
2022년 2월 24일, 산두 대통령은 러시아의 우크라이나 침공을 비난하며 이를 "국제법과 우크라이나의 주권 및 영토 보전에 대한 노골적인 위반"이라고 덧붙였다. 또한 "우리는 도움이 필요한 사람들을 돕고 지원할 것"이라고 말했다.

## 국빈 및 공식 방문

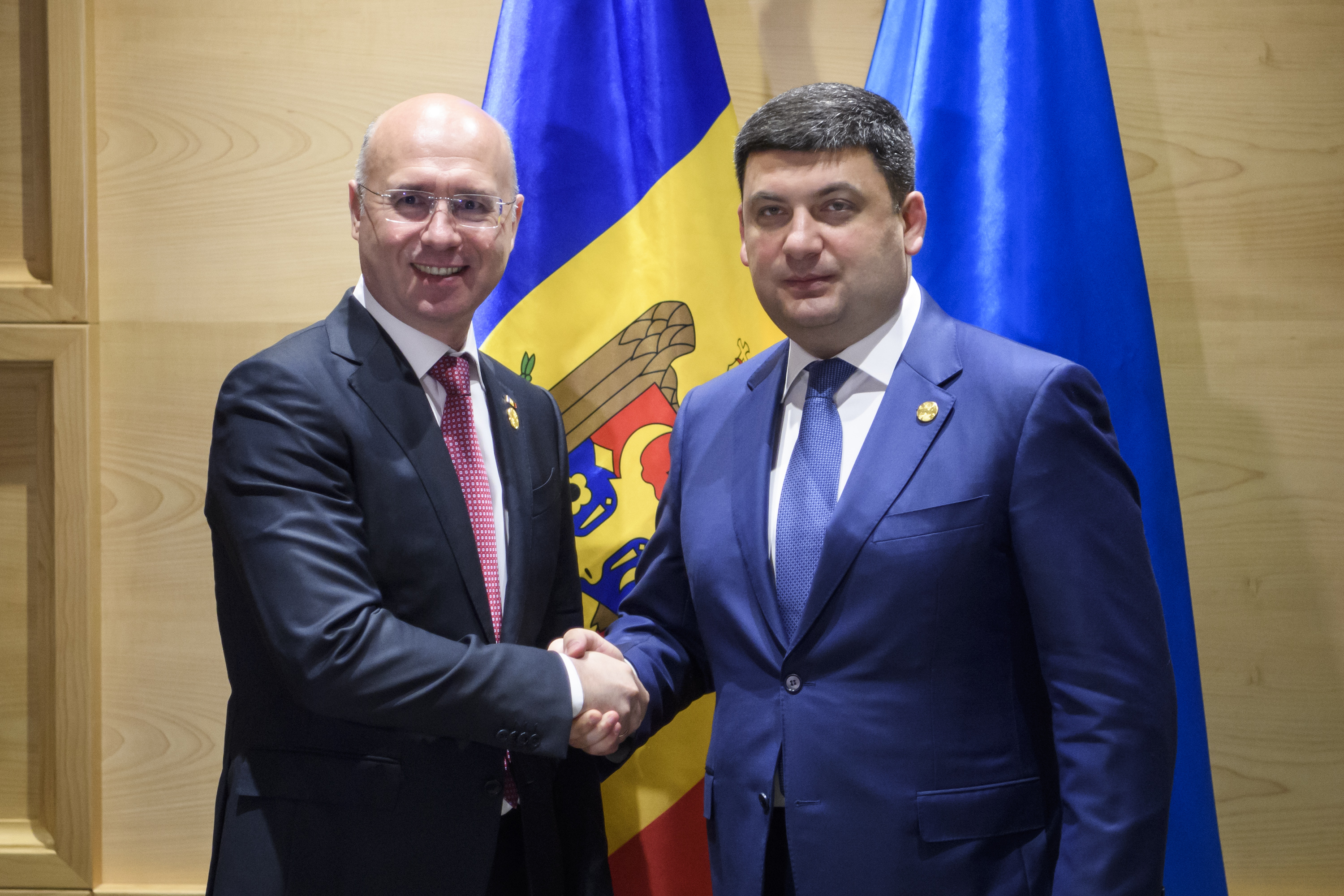
파벨 필리프와 볼로디미르 흐로이스만, 2018년

| 방문객                                         | 주최                                           | 방문지                | 방문일              | 비고                                             |
| ---------------------------------------------- | ---------------------------------------------- | --------------------- | ------------------- | ------------------------------------------------ |
| 틀:나라자료 Ukraine 레오니드 크라우추크 대통령 | 틀:나라자료 Moldova 미르체아 스네구르 대통령   | 키시너우              | 1992년 10월 23일    |                                                  |
| 틀:나라자료 Moldova 미르체아 스네구르 대통령   | 틀:나라자료 Ukraine 레오니드 크라우추크 대통령 | 키이우                | 1993년 12월 13–14일 |                                                  |
| 틀:나라자료 Moldova 블라디미르 보로닌 대통령   | 틀:나라자료 Ukraine 레오니드 쿠치마 대통령     | 키이우                | 2001년 5월          |                                                  |
| 틀:나라자료 Moldova 니콜라에 티모프티 대통령   | 틀:나라자료 Ukraine 빅토르 야누코비치 대통령   | 키이우                | 2013년 7월          | [ 14 ]                                           |
| 틀:나라자료 Ukraine 페트로 포로셴코 대통령     | 틀:나라자료 Moldova 니콜라에 티모프티 대통령   | 키시너우 및 벌치      | 2014년 11월         | [ 15 ]                                           |
| 틀:나라자료 Moldova 마이아 산두 대통령         | 틀:나라자료 Ukraine 볼로디미르 젤렌스키 대통령 | 키이우                | 2021년 1월          |                                                  |
| 틀:나라자료 Moldova 마이아 산두 대통령         | 틀:나라자료 Ukraine 볼로디미르 젤렌스키 대통령 | 키이우                | 2021년 8월 24일     | 독립 기념일 축하 행사에 참석.                    |
| 틀:나라자료 Ukraine 볼로디미르 젤렌스키 대통령 | 틀:나라자료 Moldova 마이아 산두 대통령         | 키시너우              | 2021년 8월 27일     | 몰도바 공화국 독립 기념일 축하 행사에 참석.      |
| 틀:나라자료 Moldova 마이아 산두 대통령         | 틀:나라자료 Ukraine 볼로디미르 젤렌스키 대통령 | 키이우, 부차, 이르핀  | 2022년 6월 27일     | 2022년 러시아의 우크라이나 침공 시작 후 첫 회담. |
| 틀:나라자료 Moldova 마이아 산두 대통령         | 틀:나라자료 Ukraine 볼로디미르 젤렌스키 대통령 | 부차                  | 2023년 2월          | 2023년 부차 정상회담에 참석.                     |
| 틀:나라자료 Ukraine 볼로디미르 젤렌스키 대통령 | 틀:나라자료 Moldova 마이아 산두 대통령         | 불보아카, 아네니 노이 | 2023년 6월 1일      | 제2차 유럽 정치 공동체 정상회의에서 만남         |

## 상주 외교 공관
- 몰도바는 키이우에 대사관과 오데사에 총영사관을 두고 있다.
- 우크라이나는 키시너우에 대사관과 벌치에 영사관을 두고 있다.

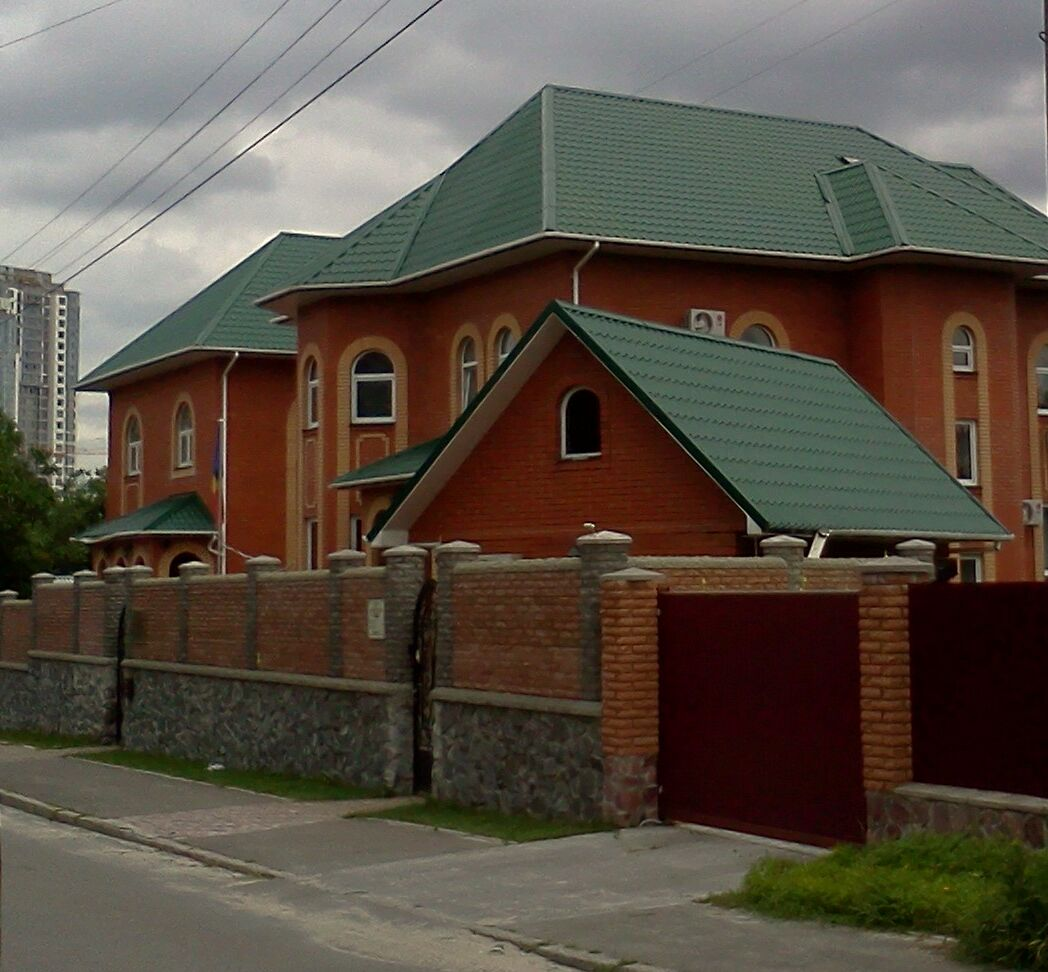
키이우 주재 몰도바 대사관
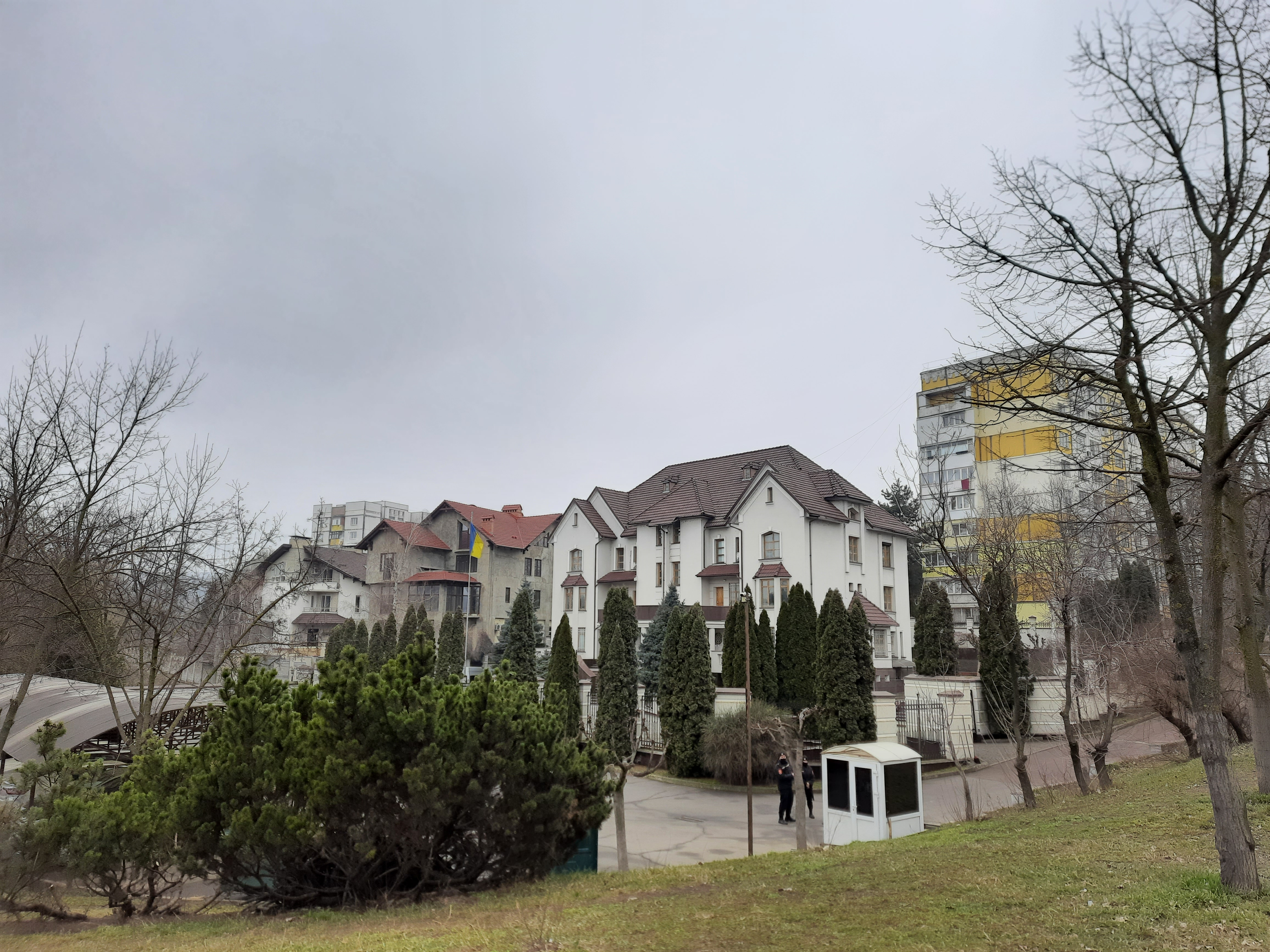
키시너우 주재 우크라이나 대사관

## 같이 보기
- 몰도바-우크라이나 국경
- 트란스니스트리아-우크라이나 관계
- 몰도바의 대외 관계
- 우크라이나의 대외 관계
- 몰도바 주재 우크라이나 대사관
- 유로비전 송 콘테스트 2015에 참가한 몰도바
- 몰도바-러시아 관계
- 몰도바-유럽 연합 관계
- 몰도바의 유럽 연합 가입
- 우크라이나-유럽 연합 관계
- 우크라이나의 유럽 연합 가입
- 몰도바-북대서양 조약 기구 관계
- 우크라이나-북대서양 조약 기구 관계